# ركبة جرادة (يريم)

تعديل مصدري - تعديل

ركبة جرادة محلة تابعة لقرية الخربة، التابعة لعزلة بني مسلم بمديرية يريم إحدى مديريات محافظة إب في الجمهورية اليمنية.، بلغ تعداد سكانها 92 حسب تعداد اليمن لعام 2004. 

## روابط خارجية
- المركز الوطني للمعلومات باليمن